# Lester (Alabama)
Lester è un comune degli Stati Uniti d'America situato nella contea di Limestone dello Stato dell'Alabama.